# Senat (Lesotho)
Der Senat (englisch Senate) in Lesotho ist eine Kammer des Parlaments von Lesotho. Sie entspricht dem House of Lords im britischen System. 

## Zusammensetzung und Funktion
Der Senat besteht aus 22 Principal Chiefs und elf vom König ernannten Mitgliedern. Er kann Gesetze ablehnen oder abändern und an die Nationalversammlung zurückverweisen, die sie dann aber mit einfacher Mehrheit erneut und endgültig beschließen kann. Die Amtszeit der Senatoren fällt mit der fünf Jahre langen Legislaturperiode der Nationalversammlung zusammen. Zuletzt wurden im Juli 2017 nach vorgezogenen Neuwahlen neue Senatoren durch König Letsie III. ernannt. Senatspräsident war von 2015 bis 2017 morena Seeiso Bereng Seeiso, der Bruder Letsies III. Am 14. Juli 2017 gewann ’Mamonaheng Mokitimi das Amt nach einer Kampfabstimmung, unter anderem gegen den Prinzen.

## Geschichte
Bis 1965 gab es in der damaligen britischen Kolonie Basutoland den Basutoland National Council (BNC), der zur Hälfte aus barena bestand. Mit der herannahenden Unabhängigkeit im Oktober 1966 wurde der BNC durch ein Zweikammersystem nach britischem Vorbild ersetzt. Festgelegt wurde dies in der Basutoland Constitutional (Amendment) Order. Neben dem weitgehend machtlosen Senat wurde die Nationalversammlung analog zum britischen House of Commons als Organ der Legislative eingerichtet. Der König durfte elf Mitglieder frei wählen.
Premierminister Leabua Jonathan setzte 1970 die Verfassung außer Kraft. Damit wurde auch der Senat aufgelöst. Erst 1993 wurden wieder freie Wahlen abgehalten und eine neue Verfassung in Kraft gesetzt. Seither gibt es auch wieder den Senat – in zahlenmäßig gleicher Zusammensetzung und in gleicher Funktion. Der König muss jedoch seine Auswahl in Abstimmung mit dem Council of State (etwa: „Staatsrat“) treffen. Als ernannte Senatoren amtierten etwa frühere Minister sowie Dozenten der National University of Lesotho.
2012 wurde beschlossen, ein neues Senatsgebäude auf dem Mpilo Hill in Maseru zu errichten.